# Палмајра (Индијана)
Палмајра (енгл. Palmyra) град је у америчкој савезној држави Индијана.

## Демографија
По попису из 2010. године број становника је 930, што је 297 (46,9%) становника више него 2000. године.
| Група             | 2000.       | 2010.       |
| Белци             | 623 (98,4%) | 887 (95,4%) |
| Афроамериканци    | 0 (0,0%)    | 1 (0,1%)    |
| Азијати           | 1 (0,2%)    | 15 (1,6%)   |
| Хиспаноамериканци | 0 (0,0%)    | 9 (1,0%)    |
| Укупно            | 633         | 930         |